# ユースホステル熊本YMCA阿蘇キャンプ
熊本YMCA阿蘇キャンプ（くまもとワイ・エム・シー・エイあそキャンプ）は熊本県のキャンプ場。1952年8月2日に九州初の教育キャンプ場として開設。

## アクセス
- 豊肥本線赤水駅（徒歩25分）。熊本・大分・別府よりバス便、赤水駅前下車。送迎要相談。